# Porcellanaster ivanovi
Porcellanaster ivanovi är en sjöstjärneart som beskrevs av Georgii Mikhailovich Belyaev 1969. Porcellanaster ivanovi ingår i släktet Porcellanaster och familjen Porcellanasteridae. Inga underarter finns listade i Catalogue of Life.